# Холт, Дэвид (футболист)
Дэвид Дафф Холт (англ. David Duff Holt; род. 3 января 1936, Глазго) — шотландский футболист, защитник.

## Карьера

### Клубная карьера
Во взрослом футболе дебютировал в 1957 году в клубе «Куинз Парк», за который играл на протяжении следующих трёх сезонов.
В 1960 году перешёл в «Харт оф Мидлотиан», с которым в сезоне 1962/63 выиграл Кубок шотландской лиги. В 1969 году он был отпущен из клуба, а в своих будущих интервью он часто говорил, что команда плохо обращалась с ним. В том же году Холт присоединился к команде «Партик Тисл», где и завершил карьеру футболиста в 1970 году.

### Карьера в сборной
В 1963 году дебютировал в официальных матчах в составе национальной сборной Шотландии, а в 1960 году представлял Великобританию на летних Олимпийских играх. Всего в составе сборной принял участие в пяти матчах.

## Личная жизнь
После завершения футбольной карьеры Холт на протяжении многих лет работал водителем такси.